# Souterrain-refuge
 (novembre 2024).
Un souterrain-refuge est une cavité creusée dans le sous-sol pour se protéger des désordres et de l'insécurité notamment durant les guerres médiévales.

## Historique
On estime leur datation dans une fourchette allant du XIe siècle jusqu'aux guerres de Religion du XVIe siècle). Ils sont généralement liés à des habitats ruraux, plus rarement à des châteaux. On en trouve dans toutes les régions où les roches peuvent être facilement creusées et sont suffisamment homogènes pour se dispenser de monter des maçonneries de soutènement. Ils sont particulièrement nombreux en Touraine et en Dordogne, mais aussi dans le Poitou et la région toulousaine. D'autres pays d'Europe ont connu l'utilisation des souterrains-refuges, comme l'Allemagne où leur densité est importante en Bavière.

## Caractéristiques
Les souterrains-refuges fortifiés ou non furent occupés de l'Antiquité, Moyen Âge jusqu'au XVIIIe siècle se trouvent un peu partout en France, mais avec une densité plus importante dans l'ouest, le nord et le sud-ouest. Fréquemment de modestes dimensions, ils se caractérisent par une succession de petites salles reliées entre elles par des couloirs  étroits et bas dans lesquels on ne pouvait progresser qu'en se courbant fortement, voire seulement à quatre pattes. Ces souterrains ne présentaient généralement pas de continuité et se terminaient donc en cul-de-sac (on ne connaît que quelques très rares exemples de souterrains-refuges possédant ce qui aurait pu être une galerie de fuite).
Creusés généralement en sol rocheux et à faible profondeur sous la surface (2 à 6 mètres), ces souterrains servirent à abriter pour de courtes périodes (probablement quelques jours) des familles de paysans qui cherchaient à se protéger des exactions des troupes ennemies de passage dans la région. On accédait à ces caches souterraines soit par des puits de descente verticaux, soit par d'étroits escaliers ou des couloirs descendants. En surface, les entrées pouvaient être dissimulées par une trappe sous des bottes de paille, des fagots de bois ou bien du fumier. Dans quelques cas, lorsque le souterrain-refuge communiquait avec des constructions de surface (château, manoir, église, bâtiments de ferme), l'entrée du souterrain pouvait être cachée de façon plus élaborée et utiliser les maçonneries des bâtiments de surface : escalier dissimulé dans l'épaisseur d'un mur ou dans l'angle obscur d'une cave, derrière une porte dérobée, etc.
Certains souterrains-refuges étaient accessibles par un puits à eau traditionnel : après quelques mètres de descente le long d'une corde, une étroite lucarne s'ouvrait dans les parois du puits. Cette chatière franchie, on prenait pied dans le souterrain. C'est le cas du réseau souterrain qui s'étend sous le centre du village de Balâtre et dont l'un des accès se faisait  à partir d'un des puits communaux.
Même si l'on peut y trouver des silos et des points d'eau, il ne s'agissait pas d'un habitat permanent, mais plutôt de cachettes destinées à fournir un refuge temporaire pour quelques jours en cas de danger. Ils ne doivent pas être confondus avec les souterrains des châteaux (communication, fuite).
Les souterrains-refuges peuvent posséder une ou plusieurs salles. Celles-ci sont toujours de faibles dimensions et, lorsqu'il y en a plusieurs, elles sont reliées entre elles par des couloirs bas et étroits. On y voit fréquemment des banquettes taillées dans la roche qui permettaient aux occupants de s'asseoir ou de dormir. 
Des dispositifs défensifs (dispositifs passifs tels que portes, barricades de chevrons de bois, goulets étroits, et dispositifs actifs tels que des « trous de visée » et des puits-pièges) permettaient d'empêcher ou de retarder la progression d'un assaillant qui aurait réussi à pénétrer dans le souterrain. 
Un certain nombre de souterrains-refuges disposaient d'un système d'aération consistant en d'étroits conduits verticaux (ancêtres de nos modernes VMC) qui partaient du plafond des salles pour déboucher à l'extérieur, au ras du sol.
La Société française d'étude des souterrains, SFES s'est spécialisée dans leur étude.